# Neodiphthera alephostra
Neodiphthera alephostra är en fjärilsart som beskrevs av Swinhoe 1892. Neodiphthera alephostra ingår i släktet Neodiphthera och familjen påfågelsspinnare. Inga underarter finns listade i Catalogue of Life.